# Saint-Ouen-d’Attez
Saint-Ouen-d’Attez település Franciaországban, Eure megyében. Lakosainak száma 319 fő (2018. január 1.).

## Népesség
A település népessége az elmúlt években az alábbi módon változott:
| Lakosok száma | 160  | 137  | 128  | 173  | 224  | 271  | 280  | 590  | 318  | 319  |
|               | 1962 | 1968 | 1975 | 1990 | 1999 | 2008 | 2013 | 2016 | 2017 | 2018 |